# Brug 1709
Brug 1709 is een bouwkundig kunstwerk in Amsterdam-Noord.
Hier lag eeuwenlang agrarische grond. In de jaren zeventig kwam er al de wijk Banne Buiksloot en werden voorbereidende werkzaamheden verricht voor de aanleg van Ringweg-Noord als onderdeel van Rijksweg 10 (Rondweg Amsterdam). In 1979 was er alleen nog sprake van opgespoten terrein met een dammetje over de Nieuwesloot. Deze terreinen bedoeld voor Sportpark Kadoelen waren alleen voor voetgangers en fietsers te bereiken vanaf de IJdoornlaan, er werden speciale noodbruggen neergelegd.
In de jaren tachtig wordt er besloten de gehele omgeving klaar te maken voor de infrastructuur behorende bij die Rijksweg; zo wordt de IJdoornlaan tot aan die rijksweg doorgetrokken. Tevens worden omliggende terreinen voorzien van een infrastructuur. Rond 1990 heeft tot gevolg dat genoemd dammetje plaatsmaakt voor een brug, die al het verkeer aan kan. Het wordt een betonnen vaste brug bestaande uit een betonnen plaat met afgeronde randplaten, afgeronde borstweringen en leuningen, die overeenkomen met andere bruggen alhier uit hetzelfde tijdperk. Vermoedelijk werd brug 1709 dan ook ontworpen door dan zelfstandig architect Dirk Sterenberg, die hier talloze bruggen “heeft liggen”. Brug 1726 heeft bijvoorbeeld dezelfde kenmerken, maar is veel groter.
Brug 1709 ligt in het dan verlengde Vikingpad, een ongeveer anderhalf kilometer lang fiets- en voetpad, met ter plekke van brug 1709 dus ook snelverkeer.
<<< · 1701 · 1702 · 1703 · 1704 · 1705 · 1706 · 1707 · 1708 · 1709 ·  1710 · 1711 · 1714 · 1715 · 1716 · 1717 · 1718 · 1719 · 1720 · 1721 · 1722 · 1723 · 1725 · 1726 · 1727 · 1728 · 1729 · 1730 · 1731 · 1732 · 1733 · 1734 · 1735 · 1736 · 1737 · 1738 · 1739 · 1741 · 1742 · 1743 · 1745 · 1746 · 1747 · 1748 · 1749 · 1750 · 1751 · 1752 · 1753 · 1754 · 1755 · 1756 · 1757 · 1764 · 1765 · 1766 · 1767 · 1768 · 1769 · 1770 · 1771 · 1772 · 1773 · 1774 · 1775 · 1776 · 1777 · 1778 · 1779 ·  1780 · 1781 · 1782 · 1783 · 1784 · 1785 · 1786 · 1787 · 1788 · 1791 · 1792 · 1793 · 1794 · 1795 · 1796 · 1797 · 1798 · 1799 · >>>
Brugnummers brug 1712, 1713, 1724, 1740, 1744, 1758, 1759, 1760, 1761, 1762, 1763, 1789, 1790 zijn niet (meer) vergeven.